# 錫達克里克鎮區 (密歇根州馬斯基根縣)
錫達克里克鎮區（英語：Cedar Creek Township）是位於美國密歇根州馬斯基根縣的一個行政鎮區。

## 地方資料
錫達克里克鎮區的面積為93.00平方千米，當中陸地面積為89.90平方千米，而水域面積為3.10平方千米。根據2020年美國人口普查的數據，當地共有人口3192人，而人口密度為每平方千米34.32人。